# Primär karnitinbrist
Primär karnitinbrist (CUD, Carnitine Uptake Defect), även känt som SPCD/CDSP (Systematic Primary Carnitine Deficiency) och CTD (Carnitine Transport Defect), leder till att kroppen inte kan använda fett som energikälla. CUD beror på defekt eller frånvaro av karnitintransportproteinet OCTN2 vars uppgift är att transportera in karnitin i cellerna. Karnitin fungerar i sin tur som en transportmolekyl för att förflytta långa fettsyror till mitokondriematrix där beta-oxidationen, nedbrytningen av fettsyror, sker. På grund av att karnitin inte kan tas upp av cellerna försvinner det från kroppen med urinen vilket leder till extremt låga nivåer av karnitin i blodplasma och vävnader. Vid energibehov frisläpps fetter från adipös vävnad i kroppen men på grund av defekt beta-oxidation kan de inte brytas ned och ansamlas istället i hjärta, muskler och lever vilket leder till skada på organen. Hjärtat är dessutom energikrävande och får normalt en stor del av sin energi från fett. Symptom uppkommer från 3 månaders ålder men kan vara olika tydliga. Obehandlad ger sjukdomen hjärtproblem, muskel- och leverpåverkan och leder i värsta fall till döden. Behandlingen är livslång och består av ett dagligt intag av L-karnitin.  Det kan även vara viktigt att inta en kolhydratrik diet med lågt fettinnehåll samtidigt som man inte låter det gå för lång tid mellan måltider. CTD är mer förekommande på Färöarna och i Japan.

## Diagnostik
Vid screening används tandem-masspektroskopi för att mäta mängden fritt karnitin i blodet. För vidare diagnostik görs DNA-sekvensanalys av genen SLC22A5 som kodar för OCTN2. Om sekvensering inte är möjlig kan istället en hudbiopsi utföras och därefter utvärdera karnitintransporten hos odlade fibroblaster då den är försämrad hos drabbade personer. I Sverige föds ett till två barn per år med CUD.

## Genetik
CUD nedärvs autosomalt recessivt. SLC22A5-genen sitter på kromosom 5q31.1, forward strand, är 25863 baser lång och består av 10 exon (GRCh38/hg38). Den uttrycks främst i skelettmuskler, hjärta, tarmar och njurar. Den har 9 olika transkript och kodar för OCTN2, ett 557 aminosyror långt membranprotein med 12 transmembranregioner och en ATP-bindande domän, ansvarigt för den aktiva transporten av karnitin in i celler. Så många som 272 olika mutationer i genen har hittills upptäckts. In-frame-deletioner och missense-mutationer i SLC22A5 ger ofta ett protein med viss kvarvarande funktion och är vanligare hos asymptomatiska individer till skillnad mot frameshiftvarianter och nonsensmutationer som leder till defekt proteinprodukt.

## PKU-provet
I Sverige testas alla nyfödda för CUD genom att kontrollera den fria karnitinnivån i blodet med hjälp av PKU-provet. Även adoptiv- och invandrarbarn erbjuds att ta provet. Det går till så att ett blodprov tas 48 timmar efter födseln och blodet placeras på ett filterpapper där det får lufttorka innan det skickas till analys. Proverna sparas dessutom i PKU-biobanken. Syftet är att upptäcka någon av de 24 ovanliga sjukdomar som går att behandla men där tidig diagnos är kritiskt för en bra prognos. Av alla barn som föds varje år är det 0,1% som bär på någon av dessa sjukdomar. Själva screeningen ger inte en diagnos utan positiva resultat måste följas upp och kontrolleras med hjälp av andra analysmetoder. PKU-provet analyseras vid specialistlaboratoriet Centrum för Medfödda Metabola Sjukdomar, CMMS, som är en del av Karolinska Universitetssjukhuset.